# Federazione calcistica del Camerun
La Federazione calcistica del Camerun (in francese Fédération Camerounaise de Football, in arabo اتحاد الكاميرون لكرة القدم‎?, in inglese Cameroonian Football Federation; acronimo FECAFOOT) è l'ente che governa il calcio in Camerun.
Fondata nel 1959, si affiliò alla FIFA nel 1962, e alla CAF nel 1963. Ha sede nella capitale Yaoundé e controlla il campionato nazionale, la coppa nazionale e la nazionale del paese.